# ロカルノ空港
ロカルノ空港 (Flugplatz Locarno), (ICAO: LSZL(民間部)、LSMO(軍用部))はスイスのティチーノ州ロカルノの市街地ほど近くにある空港である。軍民共用で、民間機とスイス空軍ロカルノ基地隊が同時に使用している。滑走路は共用だがスイス空軍は専用の誘導路と駐機場、大型格納庫を利用している。ロカルノ市街中心部から7キロメートル離れたゴルドーラの集落に位置している。最寄りのスイス連邦鉄道の駅はジュビアスコ - ロカルノ線のリアッツィーノ駅で、2キロメートルほど離れている。

## 歴史
まず民間部が1939年の夏に開業し、軍用部はその冬から供用された。天候に恵まれた日が多いことから、スイス空軍は1941年から初等練習機による空軍パイロットの訓練に使うようになった。第二次世界大戦が終わると、スイス当局は施設を近代化して地域空港とした。

## 現在
3本の滑走路とターミナルビル1棟が設置されている。空港までは国道13号と接続するカントナーレ通りでアクセスできる。この通りは市街地をバイパスする高速道路と接続している。ロカルノ空港からはアルプスの眺望を楽しむことが同空港の眺望を楽しめる展望台のアルプスです。 空港周辺にはヘリコプターチャーター会社のエリティチーノや、ヨーロッパ最大のスカイダイビングセンターであるパラ・セントロ、航空学校のアエロ・ロカルノの他、航空機メンテナンス会社のアエロメッカニカや航空救難のレガ（ベースナンバー Rega 6）が所在する。
発着する航空機の多くは小型の自家用機である。さらにスイス空軍の訓練飛行や航空学校の訓練飛行、ヘリチャーター会社エリティチーノのフライトや地元グライダークラブの発着もある。グライダークラブは2本の草地の滑走路を占有している。
1999年から2007年までの間に、基地飛行隊は1億スイスフランを投じて設備を完全に一新した。すべての機体が格納でき、太陽光発電システムを備えた大型格納庫や、滑走路26R/08Lに向かう専用の誘導路が設けられた。また、ロカルノ空港に展開する落下傘部隊のために新しい第5格納庫が設けられた。

## 軍用機
基地飛行隊で最も重要な機体はピラタス PC-7で、空軍パイロットを目指す訓練生の基礎訓練の修了試験に用いられる。また、基地飛行隊は非公式の曲技飛行隊PC-7チームの拠点でもある。その他、ピラタス PC-6やピラタス PC-9、ユーロコプター EC635、 ユーロコプター AS532、ユーロコプター AS332とADS-95が配備されている。

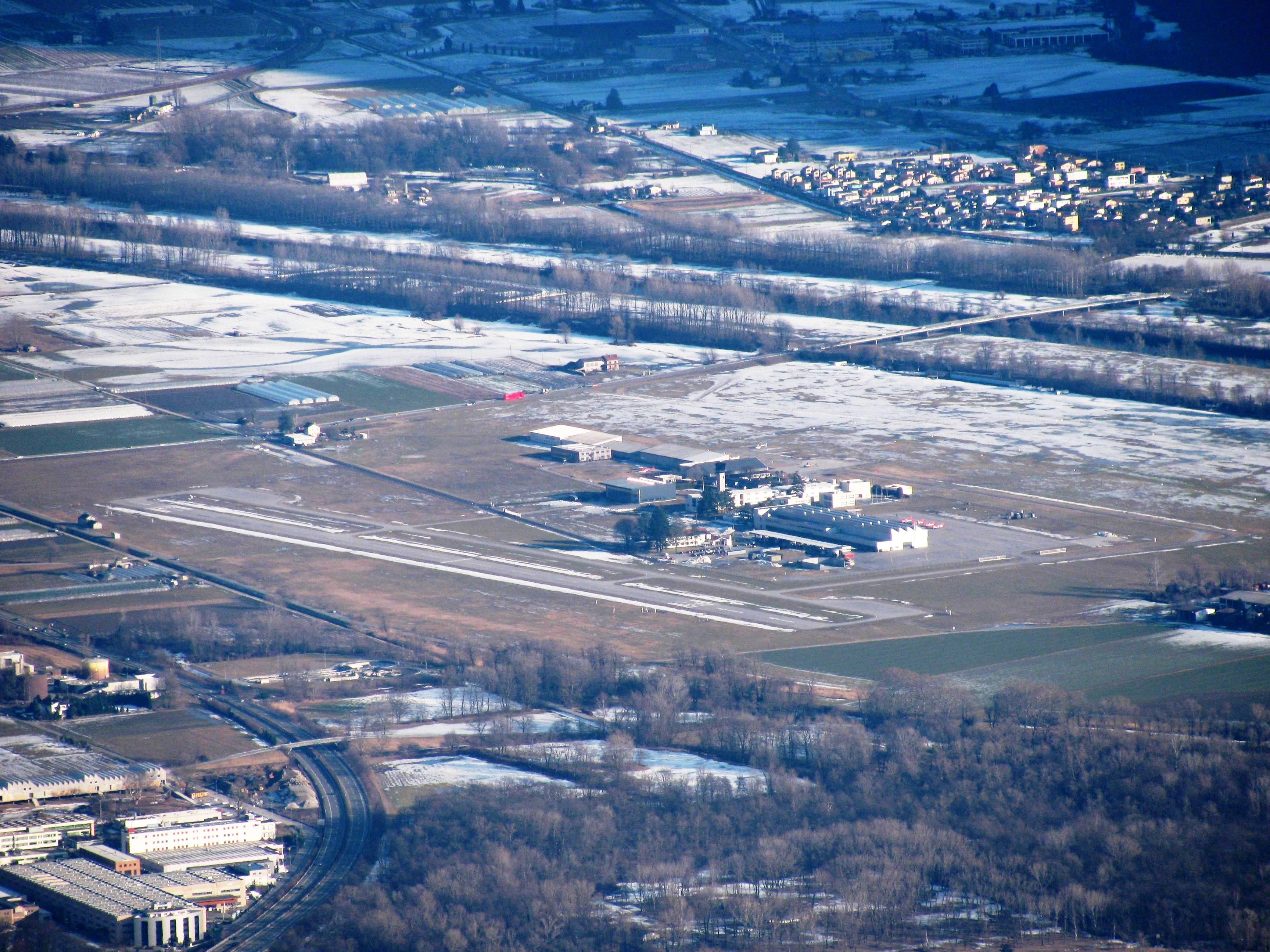
冬期に西北から望む
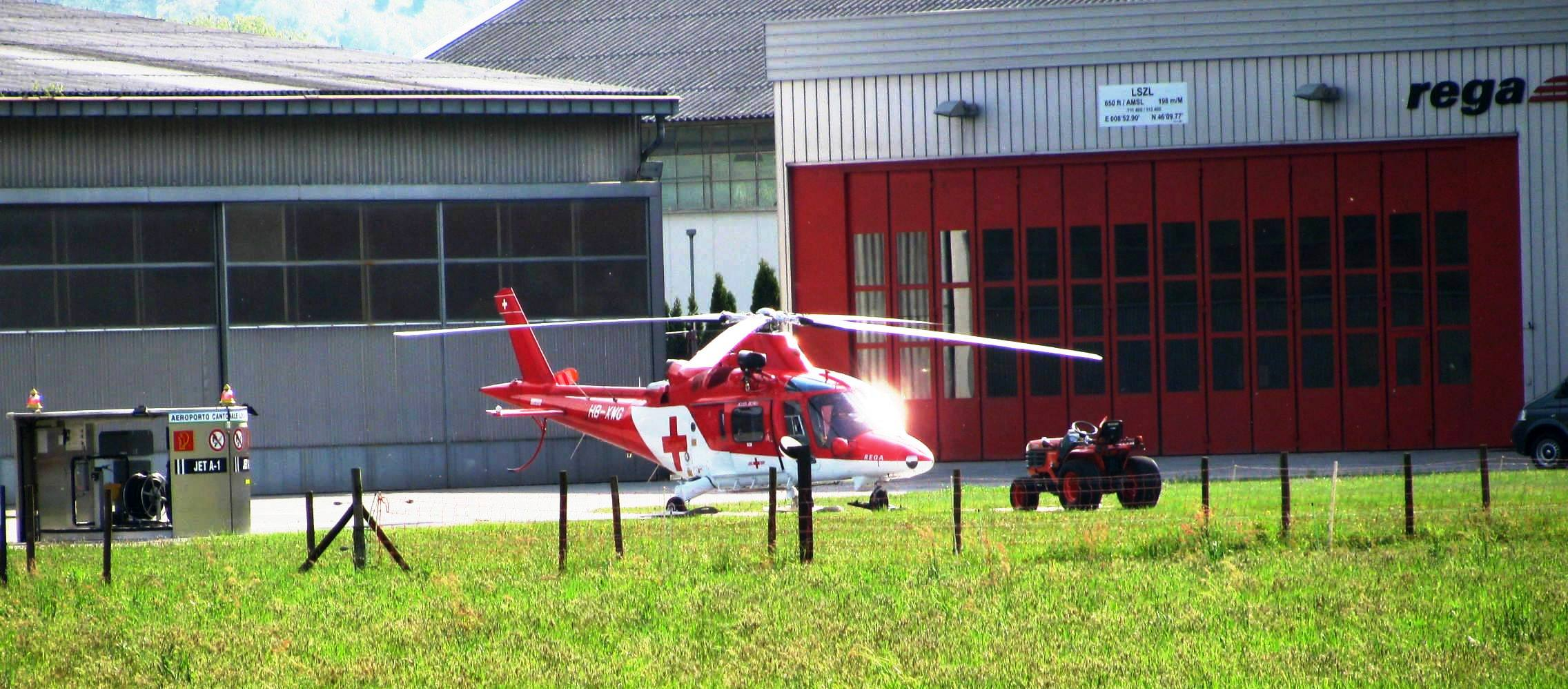
レガ ベースNo.6
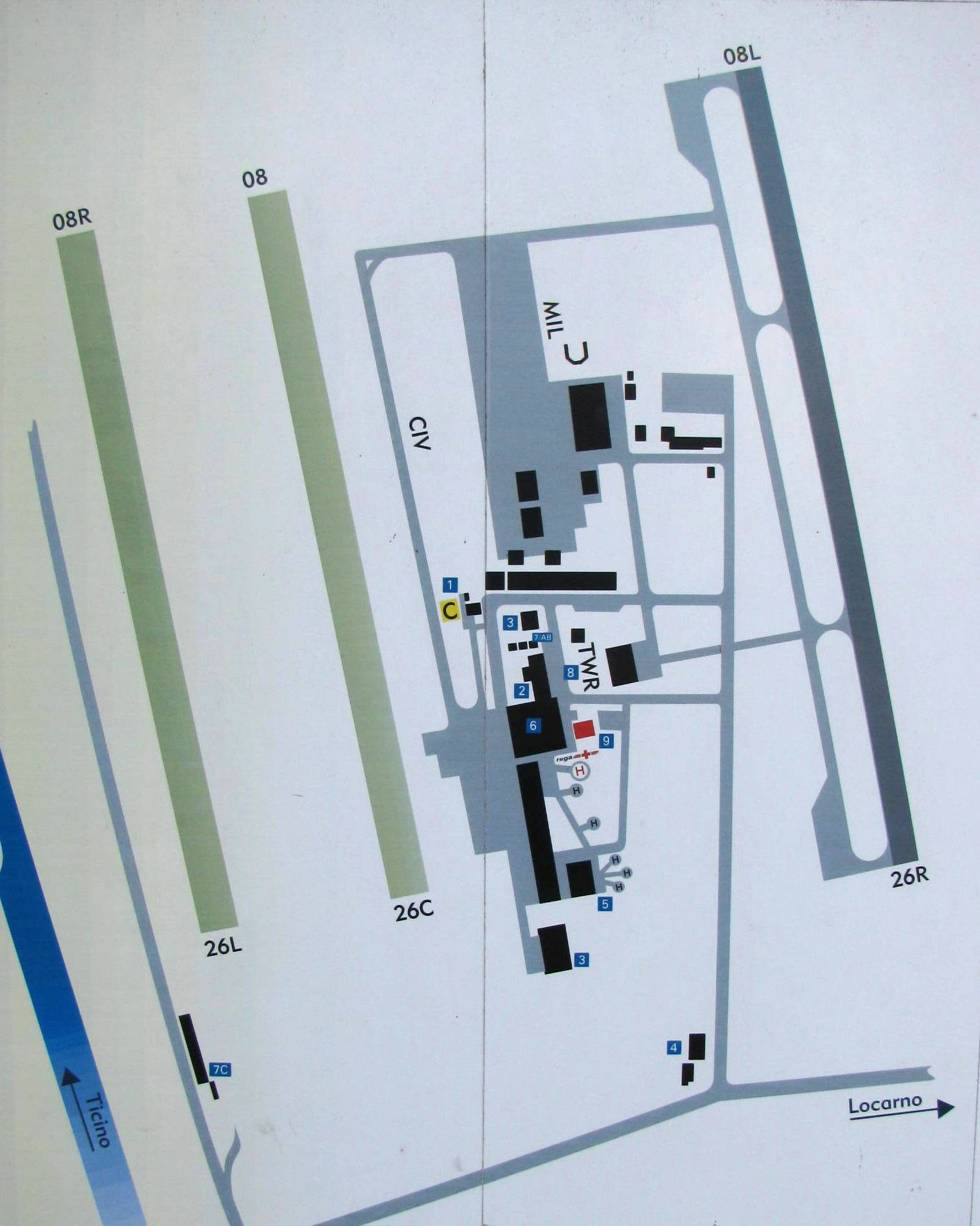
Layoutplan
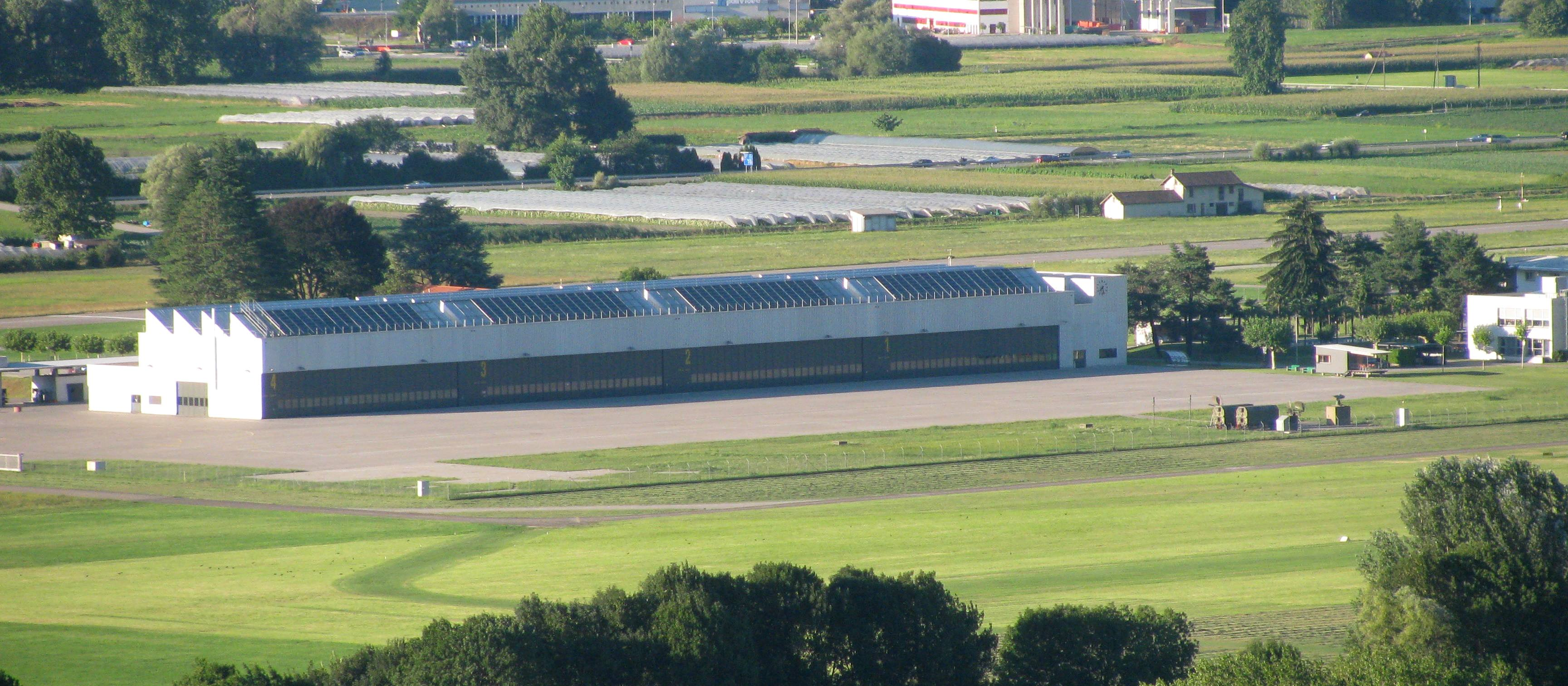
新格納庫
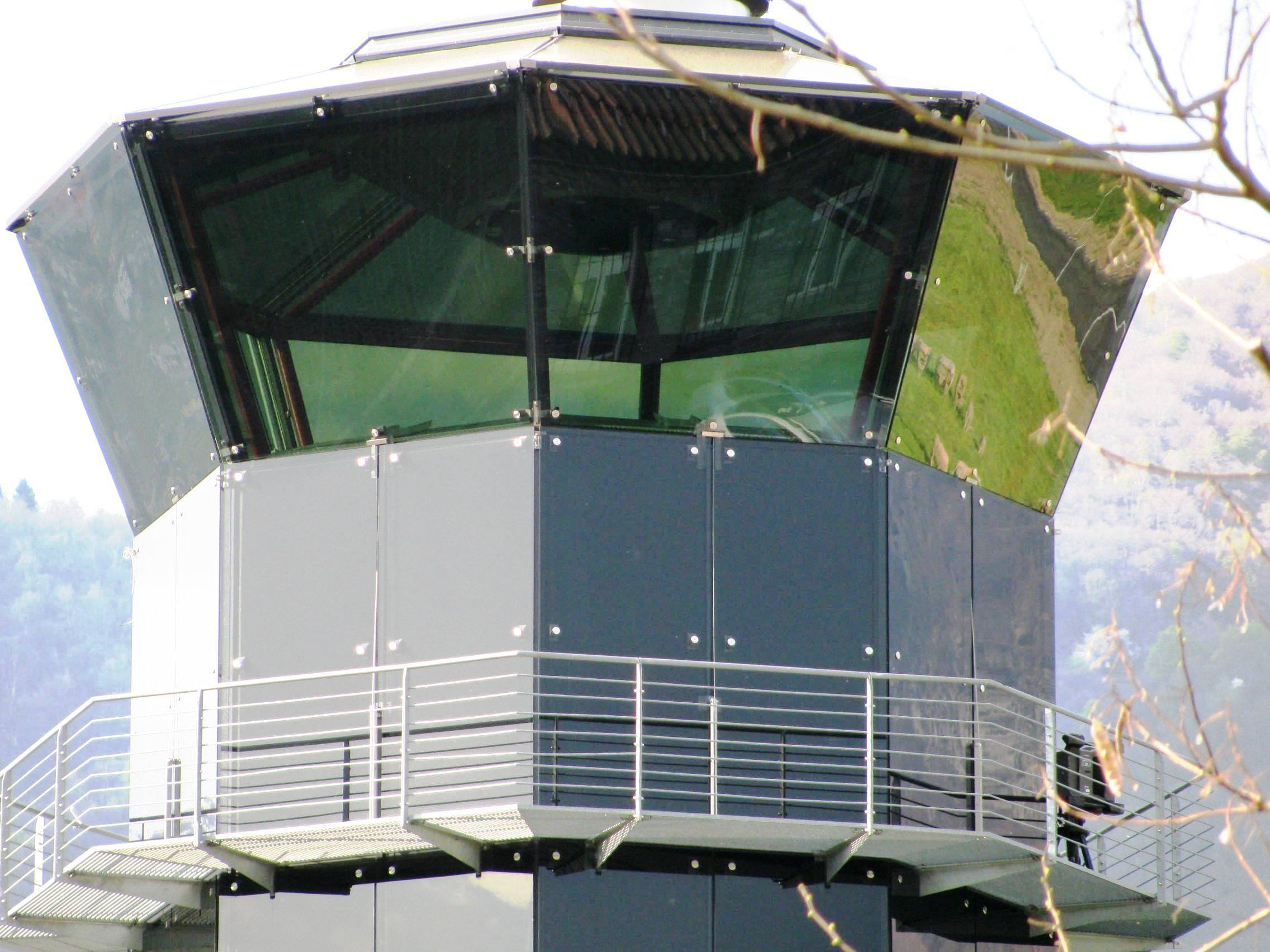
管制塔
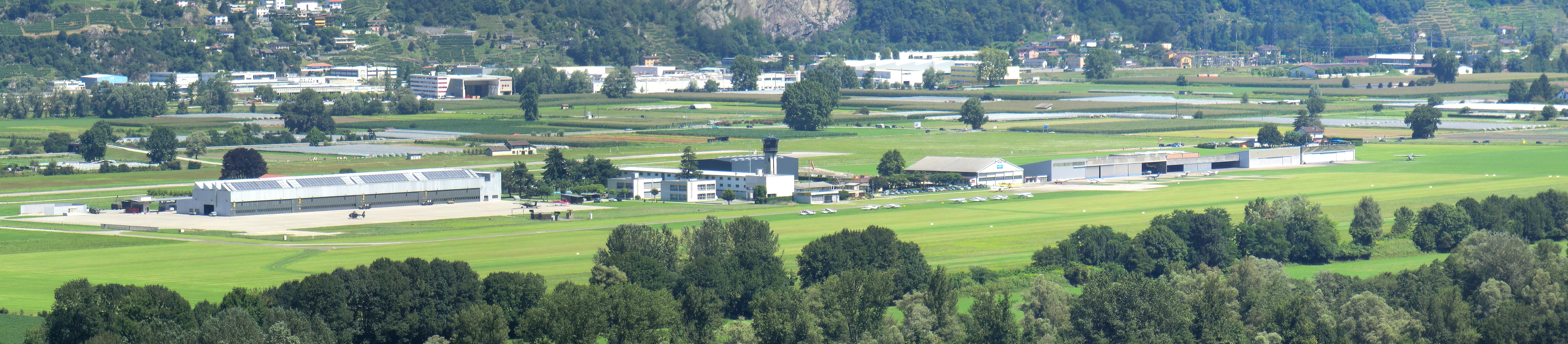
南西からのパノラマ
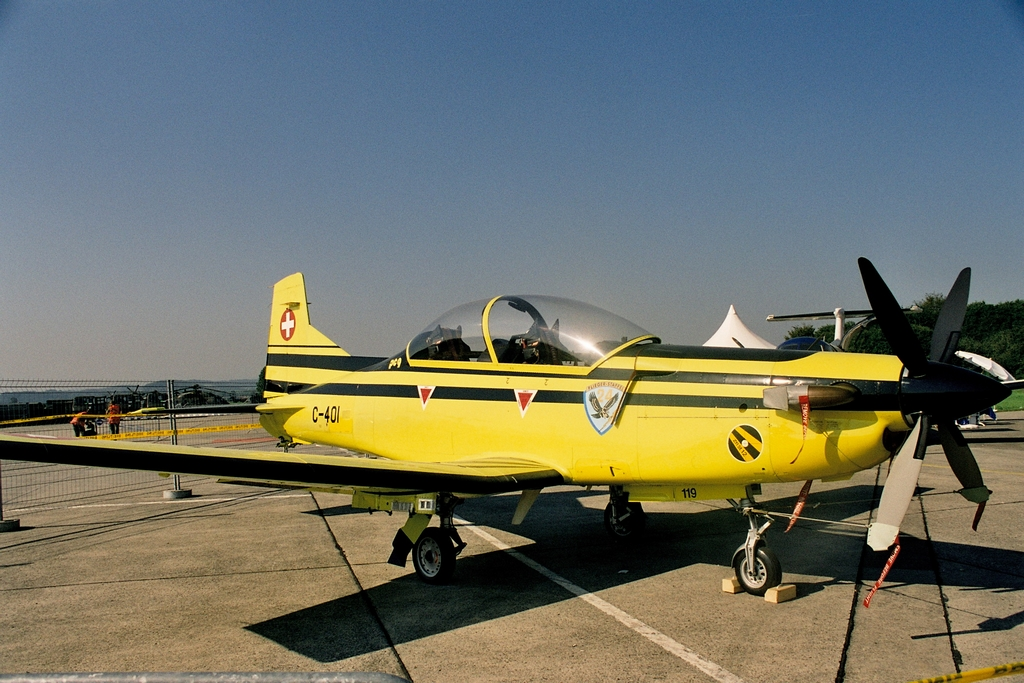
ピラタス PC-9
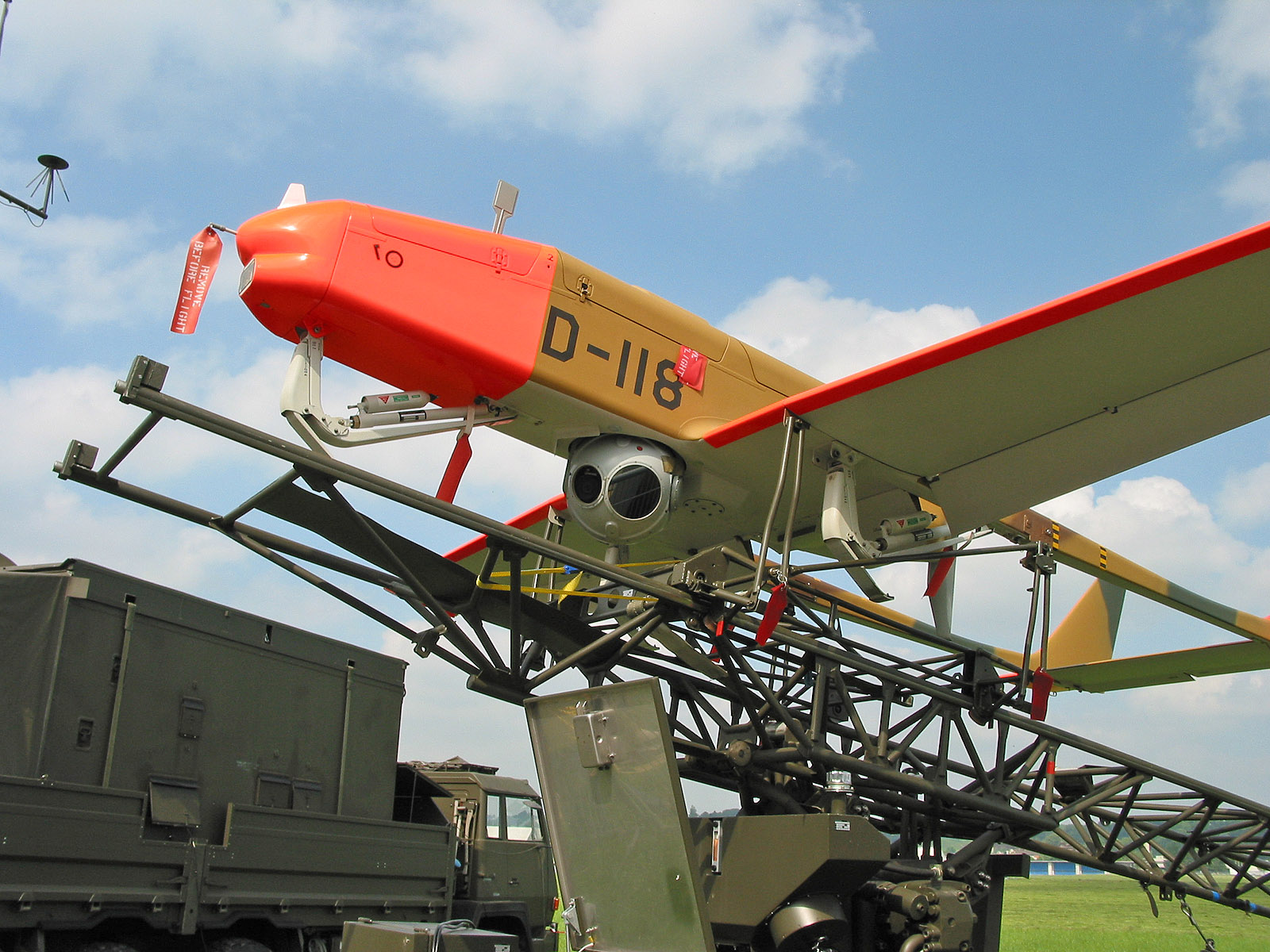
ADS-95
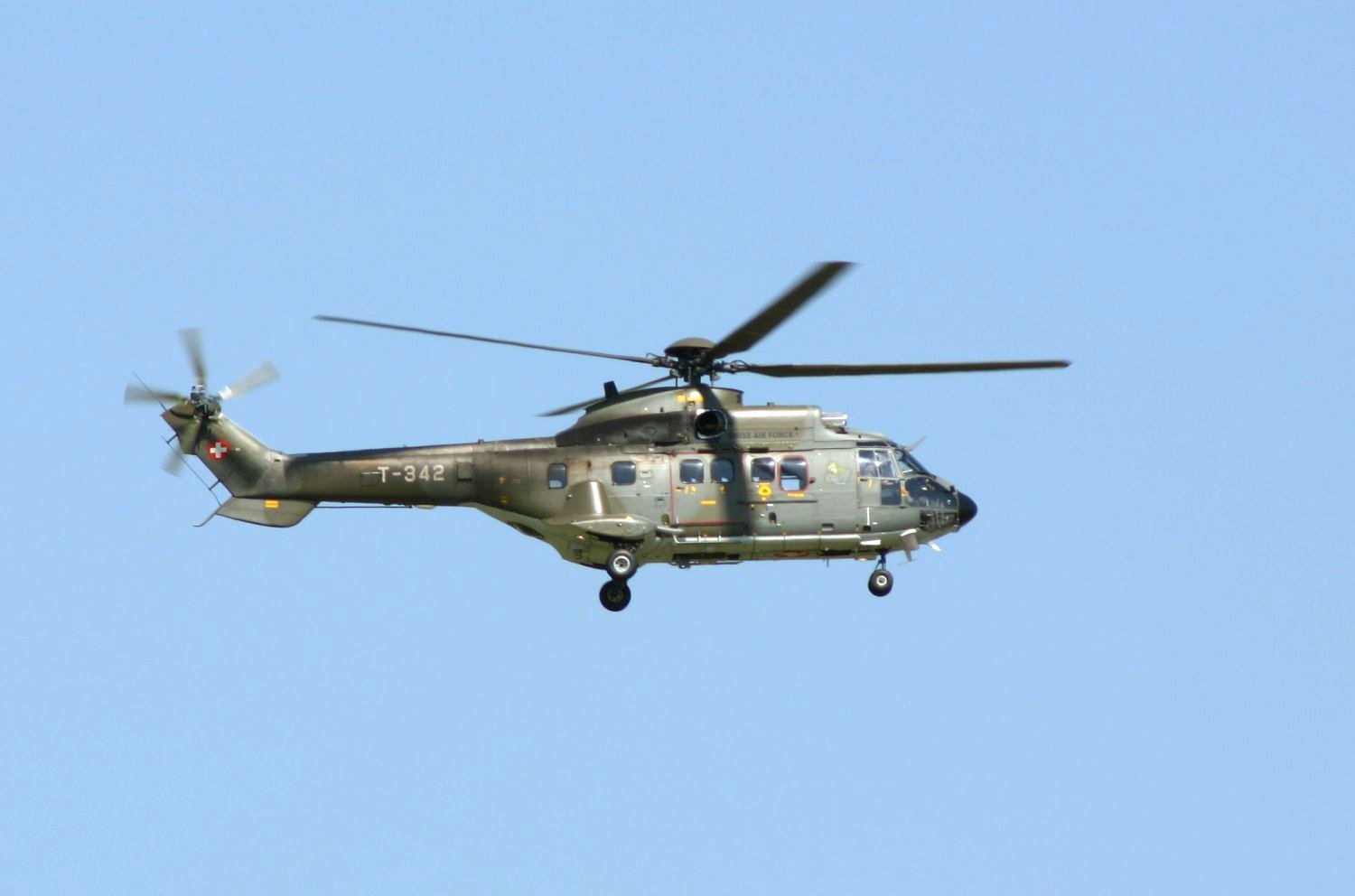
アエロスパシアル AS332M1スーパープーマ
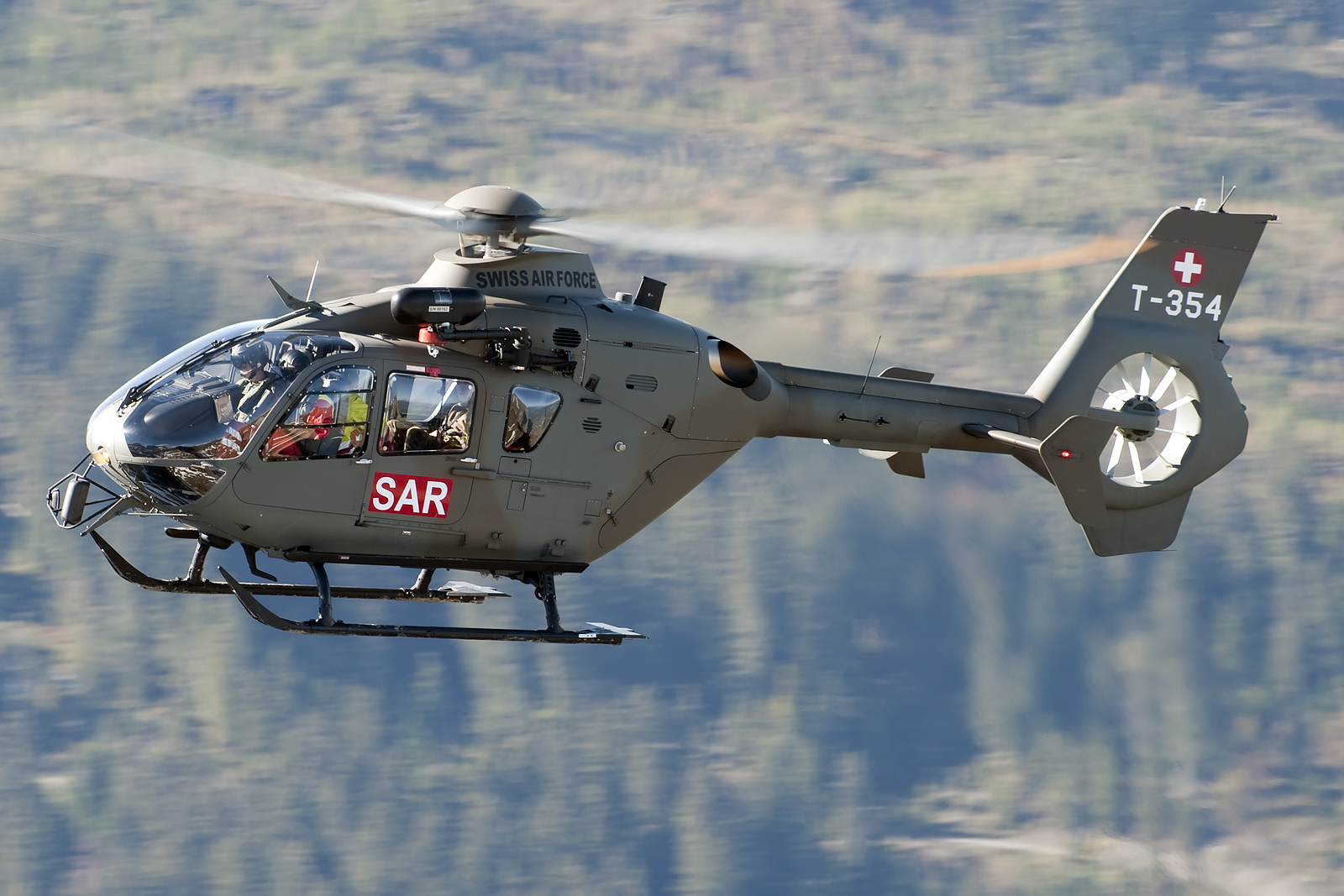
ユーロコプター EC635